# 1969 год в истории метрополитена
В этой статье перечисляются основные  события из истории метрополитенов в 1969 году. Полужирным шрифтом выделены открытия новых транспортных систем.

## События
- 11 августа открыты станции Горьковско-Замоскворецкой линии Московского метрополитена «Коломенская» и «Каширская»[1].
- 4 сентября — открыт метрополитен в Мехико[2].
- 1 октября — открыт Пекинский метрополитен[3].
- 25 декабря открыта станция Московско-Петроградской линии Ленинградского метрополитена «Московская».